# Seznam dílů seriálu Poslední chlap na Zemi
Toto je seznam dílů seriálu Poslední chlap na Zemi. Americký komediální televizní seriál Poslední chlap na Zemi měl premiéru na stanici Fox.

## Přehled řad
| Řada | Díly | Premiéra v USA | Premiéra v USA  | Premiéra v ČR   | Premiéra v ČR     |
| Řada | Díly | První díl      | Poslední díl    | První díl       | Poslední díl      |
| ---- | ---- | -------------- | --------------- | --------------- | ----------------- |
| 1    | 13   | 1. března 2015 | 3. května 2015  | 23. října 2015  | 14. ledna 2016    |
| 2    | 18   | 27. září 2015  | 15. května 2016 | 9. září 2016    | 30. prosince 2016 |
| 3    | 18   | 25. září 2016  | 7. května 2017  | 12. září 2018   | 5. října 2018     |
| 4    | 18   | 1. října 2017  | 6. května 2018  | nebylo vysíláno | nebylo vysíláno   |

## Seznam dílů

### První řada (2015)
| Č. v seriálu | Č. v řadě | Původní název                  | Český název                         | Režie                          | Scénář                     | Premiéra v USA  | Premiéra v ČR      |
| ------------ | --------- | ------------------------------ | ----------------------------------- | ------------------------------ | -------------------------- | --------------- | ------------------ |
| 1            | 1         | Alive in Tucson                | Žiju a jsem v Tucsonu               | Phil Lord a Christopher Miller | Will Forte                 | 1. března 2015  | 23. října 2015     |
| 2            | 2         | The Elephant in the Room       | Horká kaše                          | Phil Lord a Christopher Miller | Andy Bobrow                | 1. března 2015  | 30. října 2015     |
| 3            | 3         | Raisin Balls and Wedding Bells | Hrozné rozinky a svatební šílenství | Jason Woliner                  | Emily Spivey               | 8. března 2015  | 6. listopadu 2015  |
| 4            | 4         | Sweet Melissa                  | Melissino mámení                    | Phil Traill                    | Liz Cackowski              | 15. března 2015 | 12. listopadu 2015 |
| 5            | 5         | Dunk the Skunk                 | Utopte tchoře                       | John Solomon                   | John Solomon               | 22. března 2015 | 19. listopadu 2015 |
| 6            | 6         | Some Friggin' Fat Dude         | Ňákej blbej špekoun                 | Michael Patrick Jann           | Tim McAuliffe              | 22. března 2015 | 27. listopadu 2015 |
| 7            | 7         | She Drives Me Crazy            | Já se z ní zblázním                 | Peter Atencio                  | David Noel                 | 29. března 2015 | 4. prosince 2015   |
| 8            | 8         | Mooovin' In                    | Sestěhování                         | Claire Scanlon                 | Liz Cackowski              | 29. března 2015 | 10. prosince 2015  |
| 9            | 9         | The Do-Over                    | Začít nanovo                        | John Solomon                   | Tim McAuliffe              | 12. dubna 2015  | 17. prosince 2015  |
| 10           | 10        | Pranks for Nothin              | Marnej fór                          | Chris Koch                     | Emily Spivey               | 12. dubna 2015  | 24. prosince 2015  |
| 11           | 11        | Moved to Tampa                 | Přesun do Tampy                     | Jason Woliner                  | Erik Durbin                | 19. dubna 2015  | 1. ledna 2016      |
| 12           | 12        | The Tandyman Can               | Kutil Tandy                         | Claire Scanlon                 | Matt Marshall              | 26. dubna 2015  | 7. ledna 2016      |
| 13           | 13        | Screw the Moon                 | Král bláznů                         | John Solomon                   | Erik Durbin a John Solomon | 3. května 2015  | 14. ledna 2016     |

### Druhá řada (2015–2016)
| Č. v seriálu | Č. v řadě | Původní název                      | Český název                           | Režie                        | Scénář                             | Premiéra v USA     | Premiéra v ČR      |
| ------------ | --------- | ---------------------------------- | ------------------------------------- | ---------------------------- | ---------------------------------- | ------------------ | ------------------ |
| 14           | 1         | Is There Anybody Out There?        | Je tam někde někdo?                   | John Solomon                 | David Noel a John Solomon          | 27. září 2015      | 9. září 2016       |
| 15           | 2         | The Boo                            | Překvapení                            | Jason Woliner                | Andy Bobrow                        | 4. října 2015      | 16. září 2016      |
| 16           | 3         | Dead Man Walking                   | Zmrtvýchvstání                        | John Solomon                 | Erik Durbin                        | 11. října 2015     | 23. září 2016      |
| 17           | 4         | C to the T                         | Zločin a trest                        | Matt Villines a Oz Rodriguez | Emily Spivey                       | 18. října 2015     | 30. září 2016      |
| 18           | 5         | Crickets                           | Cvrčci                                | Jason Woliner                | Tim McAuliffe                      | 25. října 2015     | 7. října 2016      |
| 19           | 6         | A Real Live Wire                   | Nabitej drát                          | Jason Woliner                | Erica Rivinoja                     | 8. listopadu 2015  | 14. října 2016     |
| 20           | 7         | Baby Steps                         | Kulišárna                             | John Solomon                 | Matt Marshall                      | 15. listopadu 2015 | 21. října 2016     |
| 21           | 8         | No Bull                            | Zabýčení                              | Payman Benz                  | Liz Cackowski                      | 22. listopadu 2015 | 28. října 2016     |
| 22           | 9         | Secret Santa                       | Vánoční překvapení                    | Nick Jasenovec               | Kira Kalush                        | 6. prosince 2015   | 4. listopadu 2016  |
| 23           | 10        | Silent Night                       | Tichá noc                             | Jason Woliner                | Tim McAuliffe                      | 13. prosince 2015  | 11. listopadu 2016 |
| 24           | 11        | Pitch Black                        | Černočerno                            | John Solomon                 | David Noel a John Solomon          | 6. března 2016     | 18. listopadu 2016 |
| 25           | 12        | Valhalla                           | Valhalla                              | Payman Benz                  | Erica Rivinoja                     | 13. března 2016    | 25. listopadu 2016 |
| 26           | 13        | Fish in the Dish                   | Když moudí bloudí                     | Jared Hess                   | Liz Cackowski                      | 3. dubna 2016      | 2. prosince 2016   |
| 27           | 14        | Skidmark                           | Proprďák                              | Claire Scanlon               | Kira Kalush a Matt Marshall        | 10. dubna 2016     | 9. prosince 2016   |
| 28           | 15        | Fourth Finger                      | Prsteníček                            | Jason Woliner                | Erik Durbin                        | 17. dubna 2016     | 16. prosince 2016  |
| 29           | 16        | Falling Slowly                     | Falling Slowly                        | David Noel                   | David Noel a John Solomon          | 24. dubna 2016     | 23. prosince 2016  |
| 30           | 17        | Smart and Stupid                   | Izolace                               | Payman Benz                  | Emily Spivey                       | 8. května 2016     | 30. prosince 2016  |
| 31           | 18        | 30 Years of Science Down the Tubes | Třicet let vědeckého výzkumu v hajzlu | John Solomon                 | Edward Voccola a Maxwell R. Kesser | 15. května 2016    | 30. prosince 2016  |

### Třetí řada (2016–2017)
| Č. v seriálu | Č. v řadě | Původní název                               | Český název                     | Režie         | Scénář                       | Premiéra v USA     | Premiéra v ČR |
| ------------ | --------- | ------------------------------------------- | ------------------------------- | ------------- | ---------------------------- | ------------------ | ------------- |
| 32           | 1         | General Breast Theme with Cobras            | Přepadení na břehu              | John Solomon  | David Noel a John Solomon    | 25. září 2016      | 12. září 2018 |
| 33           | 2         | The Wild Guess Express                      | S tím se dá žít                 | Peter Atencio | Andy Bobrow                  | 2. října 2016      | 13. září 2018 |
| 34           | 3         | You're All Going to Diet                    | Všichni tu zhubnete             | Jason Woliner | Tim McAuliffe                | 16. října 2016     | 14. září 2018 |
| 35           | 4         | Five Hoda Kotbs                             | Když jsem já sloužil            | David Noel    | Emily Spivey                 | 23. října 2016     | 15. září 2018 |
| 36           | 5         | The Power of Power                          | Triky elektriky                 | Peter Atencio | Matt Marshall                | 6. listopadu 2016  | 18. září 2018 |
| 37           | 6         | The Open-Ended Nature of Unwitnessed Deaths | Otevřené konce úmrtí bez svědků | John Solomon  | Liz Cackowski                | 13. listopadu 2016 | 19. září 2018 |
| 38           | 7         | Mama's Hideaway                             | Mámina zašívárna                | Payman Benz   | Kira Kalush                  | 20. listopadu 2016 | 20. září 2018 |
| 39           | 8         | Whitney Houston, We Have a Problem          | Tak to, Houstone, máme problém  | David Noel    | Tim McAuliffe a David Noel   | 4. prosince 2016   | 21. září 2018 |
| 40           | 9         | If You're Happy and You Know It             | Když máš radost a víš o tom ... | Jason Woliner | Erik Durbin a Will Forte     | 11. prosince 2016  | 22. září 2018 |
| 41           | 10        | Got Milk?                                   | Mléko?                          | John Solomon  | Maxwell R. Kessler           | 5. března 2017     | 25. září 2018 |
| 42           | 11        | The Spirit of St. Lewis                     | Letec světec                    | John Solomon  | Liz Cackowski a John Solomon | 12. března 2017    | 26. září 2018 |
| 43           | 12        | Hair of the Dog                             | Vyprošťovák                     | Payman Benz   | Edward Voccola               | 19. března 2017    | 27. září 2018 |
| 44           | 13        | Find This Thing We Need To                  | Santův penis                    | Steve Day     | Erik Durbin a Tim McAuliffe  | 26. března 2017    | 28. září 2018 |
| 45           | 14        | Point Person Knows Best                     | Poručníkovi neporučíš           | Maggie Carey  | Jeff Vanderkrui              | 2. dubna 2017      | 29. září 2018 |
| 46           | 15        | Name 20 Picnics... Now!                     | Všechny svátky světa            | David Noel    | Matt Marshall                | 23. dubna 2017     | 2. října 2018 |
| 47           | 16        | The Big Day                                 | Velký den                       | Nisha Ganatra | Erica Rivinoja               | 30. dubna 2017     | 3. října 2018 |
| 48           | 17        | When the Going Gets Tough                   | Když je to drsný                | Payman Benz   | Tim McAuliffe                | 7. května 2017     | 4. října 2018 |
| 49           | 18        | Nature's Horchata                           | Struk přátelství                | David Noel    | Kira Kalush                  | 7. května 2017     | 5. října 2018 |

### Čtvrtá řada (2017–2018)
České názvy pocházejí z uvedení na Disney+ v původním znění s titulky.
| Č. v seriálu | Č. v řadě | Původní název              | Český název         | Režie           | Scénář                        | Premiéra v USA     | Premiéra v ČR   |
| ------------ | --------- | -------------------------- | ------------------- | --------------- | ----------------------------- | ------------------ | --------------- |
| 50           | 1         | M.U.B.A.R.                 | M.U.B.A.R.          | John Solomon    | Rich Blomquist a John Solomon | 1. října 2017      | nebylo vysíláno |
| 52           | 2         | Stocko Syndrome            | Stockholm syndrom?  | David Noel      | Megan Ganz a Tim McAuliffe    | 8. října 2017      | nebylo vysíláno |
| 52           | 3         | Skeleton Crew              | Zlaté jádro         | John Solomon    | Kassia Miller                 | 15. října 2017     | nebylo vysíláno |
| 53           | 4         | Wisconsin                  | Wisconsin           | Jennifer Arnold | Matt Marshall                 | 22. října 2017     | nebylo vysíláno |
| 54           | 5         | La Abuela                  | La Abuela           | David Noel      | Kira Kalush                   | 5. listopadu 2017  | nebylo vysíláno |
| 55           | 6         | Double Cheeseburger        | Double Cheeseburger | Lucia Aniello   | Emma Rathbone                 | 12. listopadu 2017 | nebylo vysíláno |
| 56           | 7         | Gender Friender            | Pohlavní přítel     | Kristen Schaal  | Rich Blomquist                | 19. listopadu 2017 | nebylo vysíláno |
| 57           | 8         | Not Appropriate for Miners | Mládeži nepřístupno | Jared Hess      | Arielle Diaz a Megan Ganz     | 3. prosince 2017   | nebylo vysíláno |
| 58           | 9         | Karl                       | Karl                | Jason Woliner   | Kassia Miller                 | 7. ledna 2018      | nebylo vysíláno |
| 59           | 10        | Paint Misbehavin           | Hrátky s barvou     | Payman Benz     | Matt Marshall                 | 14. ledna 2018     | nebylo vysíláno |
| 60           | 11        | Hamilton/Berg              | Hamilton/Berg       | David Noel      | Kira Kalush                   | 18. března 2018    | nebylo vysíláno |
| 61           | 12        | Señor Clean                | Señor Čistý         | Maggie Carey    | Maxwell R. Kessler            | 25. března 2018    | nebylo vysíláno |
| 62           | 13        | Release the Hounds         | Vypusťte psy        | Steve Day       | Megan Ganz                    | 1. dubna 2018      | nebylo vysíláno |
| 63           | 14        | Special Delivery           | Speciální donáška   | Jason Woliner   | Emma Rathbone                 | 8. dubna 2018      | nebylo vysíláno |
| 64           | 15        | Designated Survivors       | Vyvolení přeživší   | Payman Benz     | Edward Voccola                | 15. dubna 2018     | nebylo vysíláno |
| 65           | 16        | The Blob                   | Skvrna              | Jason Woliner   | Erik Durbin a Sarah K. Moss   | 22. dubna 2018     | nebylo vysíláno |
| 66           | 17        | Barbara Ann                | Barbara Ann         | David Noel      | Tim McAuliffe a David Noel    | 29. dubna 2018     | nebylo vysíláno |
| 67           | 18        | Cancun, Baby!              | Cancun, lásko!      | Nisha Ganatra   | Rich Blomquist a John Solomon | 6. května 2018     | nebylo vysíláno |